# Нервная трубка
Нервная трубка — зачаток ЦНС у хордовых, образующийся в процессе нейруляции из нервной пластинки.

Формирование нервной трубки (фиол.) в ходе нейруляции

В поперечном сечении в ней вскоре после образования можно выделить три слоя, изнутри наружу:
1. Эпендимный — псевдомногослойный слой, содержащий зачаточные клетки.
2. Мантийная зона, или плащевой слой — содержит мигрирующие, пролиферирующие клетки, выселяющиеся из эпендимного слоя.
3. Наружная краевая зона — слой, где образуются нервные волокна.

В центре нервной трубки находится первичный желудочек.
Развитие нервной трубки происходит по следующему механизму: делящиеся клетки эпендимы выходят в мантийную зону, где развиваются либо по нейробластальному пути — закрепляются и пускают отростки, выходящие в наружную краевую зону, либо по глиобластальному — не прикрепляются и превращаются в глиальные клетки.

## Слои нервной трубки

### Эпендимный слой
В эпендимном слое можно выделить несколько функциональных зон, с течением времени переходящих одна в другую циклами. В зонах деления клетки, прикрепленные к внутреннему краю слоя, вытягиваются отростком к внешнему краю эпендимы, и поднимают туда тело с ядром, в котором в это время проходит синтез ДНК, а потом снова стягиваются к нижнему краю. В зонах деления клетка, прикрепленная к нижнему краю, проходит процесс митоза и разделяется на две. В зонах миграции одна из этих двух клеток переходит снова к стадии деления, а вторая, используя её, мигрирует в мантийную зону.

### Мантийная зона
Выселившиеся из эпендимного слоя клетки становятся нейробластами и спонгиобластами.
Нейробласты — клетки, прикрепившиеся к внутреннему краю слоя. Безотростковый нейробласт становится биполярным нейробластом, оставаясь прикрепленным, потом отрывается от внутреннего края мантийной зоны, становясь униполярным нейробластом.
Далее нейробласт развивается в мультиполярный нейробласт, выпуская аксон в наружную краевую зону, и образуя дендритное дерево. После этого он становится нейроном.
Если же клетки не закрепляются изначально, они развиваются в глиальные клетки (астроцитобласты, олигодендроцитобласты).
Мантийная зона является предшественником серого вещества спинного мозга.

### Наружная краевая зона
В этом слое образуются волокна, он является предшественником белого вещества в спинномозговом отделе нервной трубки.

## Формирование спинного мозга
Клетки нервной трубки активно делятся на полюсах, и нервная трубка в поперечном разрезе приобретает форму песочных часов. Верхнее утолщение называется крыловидной пластинкой, нижнее — базальной пластинкой (термины подразумевают обычно части мантийной зоны).
В первичном желудочке нервной трубки образуется первая в онтогенезе борозда ЦНС — пограничная борозда (лат. sulcus limitans).
Далее из крыловидной пластинки начинают формироваться задние, а из базальной — передние рога спинного мозга. В ростральном же отделе в основном из крыловидной пластинки формируется головной мозг.
В процессе дифференцировки нервной трубки важную роль играет явление миграции нейробластов за краевую зону. Миграция как таковая происходит во всех отделах нервной трубки, но в спинном мозге она не простирается за краевую зону, и спинной мозг в итоге остается наиболее приближенном в зародышевому разделению слоев (центральный канал — серое вещество — белое вещество). В мозжечке нейробласты мигрируют в краевую зону, образуя два слоя внутри неё: более близкий к центру слой клеток-зерен и клеток Гольджи, и за ним — слой клеток Пуркинье. В конечном мозге нейробласты, мигрирующие в краевую зону, создают там один слой — кортекс, впоследствии развивающийся в кору головного мозга.